# Guido Carrillo
Guido Marcelo Carrillo (ur. 25 maja 1991 w Magdalenie) – argentyński piłkarz występujący na pozycji napastnika w hiszpańskim klubie CD Leganés, do którego jest wypożyczony z Southampton F.C. Wychowanek Estudiantes. Posiada także włoskie obywatelstwo.

## Kariera klubowa
Carrillo od początku kariery związany był z Estudiantes. Występował w akademii młodzieżowej i debiutował w pierwszej drużynie w 2011 roku.
W dniu 3 lipca 2015 roku, AS Monaco ogłosiło podpisanie z Carrillo pięcioletniego kontraktu. Jego były klub Estudiantes zgodził się na ofertę transferu o wartości 10 milionów dolarów (około 8,8 milionów euro). Strzelił swoją pierwszą bramkę dla klubu w wygranym 3-1 meczu z BSC Young Boys w trzeciej rundzie kwalifikacyjnej Ligi Mistrzów. Podczas sezonu 2016/2017 pomógł drużynie wywalczyć tytuł mistrza Francji. W 19 ligowych występach zdobył 7 bramek.
W styczniu 2018 roku za kwotę 19 mln funtów dołączył do Southampton.

## Sukcesy
AS Monaco
- Ligue 1: 2016/2017[3]